# Le Deuxième Souffle
Le Deuxième Souffle (Brasil: Os Profissionais do Crime / Portugal: O Segundo Fôlego)  é um filme de suspense e policial produzido na França, dirigido por Jean-Pierre Melville e lançado em 1966.